# داني بيكر
داني بيكر (بالإنجليزية: Danny Baker)‏ هو دي جيه ومذيع ومقدم تلفزيوني وصحفي بريطاني، ولد في 22 يونيو 1957 في دتفورد في المملكة المتحدة.
من عام 2002 إلى عام 2012، قدم بيكر العرض الإذاعي الصباحي اليومي على قناة بي بي سي لندن 94.9، وفي عام 2007 قدم أيضًا البودكاست الذي تبثه القناة طوال اليوم، وهو «كل يوم عرض الإفطار». بين عامي 2012 و 2017، نشر سيرته الذاتية المكونة من ثلاثة مجلدات، والتي تم استخدامها كأساس لخادم بي بي سي الكوميدي «من المهد إلى اللحد» 2015 . في عام 2019، تم طرد بيكر من قبل هيئة الإذاعة البريطانية بعد نشر تغريدة أظهرت تعليقًا حول آرتشي ماونتباتن-وندسور، الطفل مختلط العرق للأمير هاري وميجان دوقة ساسيكس، مع صورة لشمبانزي.

## إقالة بي بي سي (2019)
كان يعمل في القناة الخامسة في بي بي سي، إلا أنه طُرد من عمله بأثر فوري بعد نشره لتغريدة في تويتر لصورة قديمة تمثّل رجلا وامرأة يصطحبان قردا وعلّق عليها قائلا: الأمير والأميرة يخرجان من المستشفى بعد ولادة الطفل. وفي هذا تلميح لولادة  ابن للأمير هاري من زوجته الأمريكية نصف الأفريقية.
حذف بيكر تغريدة واعتذر، مشيرا إلى أنه ارتكب خطأ ساذجا وكارثيا، لكنه نفى النية العنصرية. رفض بيكر هذه الاتهامات وقال إنه كان يقصد المزاح فقط. ومع ذلك، تم إقالة بيكر من قبل هيئة الإذاعة البريطانية (بي بي سي)، والتي أكدت أن بيكر ارتكب «خطأ خطيرا في الحكم» يتعارض مع قيم المحطة.
لم يتقبل بيكر قرار هيئة الإذاعة البريطانية (بي بي سي) بطرده، وتلقى الدعم من العديد من الشخصيات الإعلامية.

## وصلات خارجية
- داني بيكر على موقع IMDb (الإنجليزية)
- داني بيكر على موقع ميوزك برينز (الإنجليزية)
- داني بيكر على موقع ديسكوغز (الإنجليزية)
- داني بيكر على موقع قاعدة بيانات الفيلم (الإنجليزية)